# Cytaeis nuda
Cytaeis nuda is een hydroïdpoliep uit de familie Cytaeididae. De poliep komt uit het geslacht Cytaeis. Cytaeis nuda werd in 1962 voor het eerst wetenschappelijk beschreven door Rees. 